# 福拉歌那博物館
福拉歌那博物館（法語：Musée Fragonard），又稱福拉歌那·德阿爾福博物館（法語：Musée Fragonard d'Alfort），是一座解剖學特異作品博物館，位於法国巴黎東南郊區邁松阿爾福戴高樂大道7號的阿爾福國立獸醫學院校園內。在較冷的月份，它每週開放幾天，收費入場。

## 历史
阿爾福國立獸醫學院是世界上最古老的獸醫學校之一，該博物館於1766年與學校同時創建，是法國最古老的博物館之一。 自學校成立以來，該博物館吸引了令人難以置信的國際關注，並且是十八世紀學校認同的重要組成部分。

## 外部連結
- Musée Fragonard d'Alfort （页面存档备份，存于）

48°48′46″N 2°25′23″E / 48.81278°N 2.42306°E
Template:Visitor attractions in Paris